# BN天体
贝克林-诺伊格鲍尔天体（简称BN天体）是獵戶座分子雲團中一个仅能通过红外观测到的天体。它于1967年由埃里克·贝克林（Eric Becklin）和格里·诺伊格鲍尔（Gerry Neugebauer）发现。
BN天体被认为是一颗中等质量的原恒星，约为15太阳质量。它还是除太阳外在10微米波长以下最为明亮的天体。